# Maracanã (Rio de Janeiro)
Maracanã é um bairro nobre da Zona Norte do município do Rio de Janeiro. 

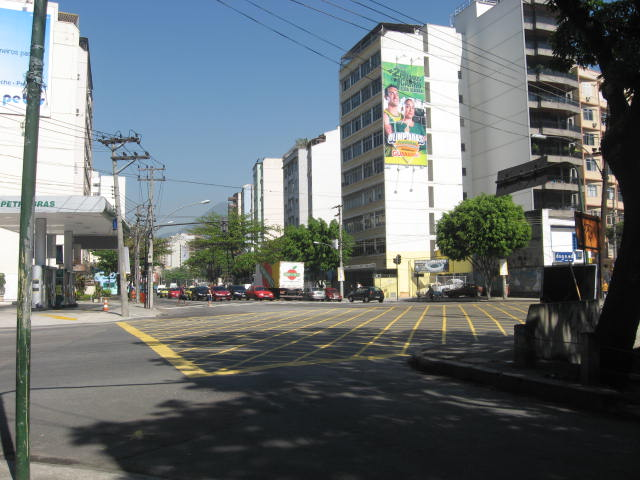
Cruzamento da Rua São Francisco Xavier com a Avenida Maracanã.

O Rio Maracanã possui 8.510 metros de extensão desde sua nascente na vertente norte do maciço da Tijuca até sua foz, sendo um dos rios contribuintes ao canal do Mangue, que por sua vez desagua na Baía de Guanabara. Considerado um dos principais rios da Grande Tijuca, o rio responsável pela nome do bairro, é um dos grandes pontos de discussões acerca das enchentes no Município do Rio de Janeiro.
Faz limite com a Praça da Bandeira, São Francisco Xavier,  Tijuca e Vila Isabel na Zona Norte, e com São Cristóvão e Mangueira na Zona Central, da qual é separado por uma linha de trem. É um dos bairros cariocas que não possuem favelas. Cortado pela Avenida Maracanã, uma das principais vias de acesso à Tijuca, tem também como ruas principais a São Francisco Xavier, General Canabarro e a Avenida Professor Manoel de Abreu. É um bairro de ruas tipicamente residenciais, embora tenham muito trânsito e contenham diversos colégios e empresas.
O bairro do Maracanã faz parte da região administrativa de Vila Isabel, que abrange os bairros de Vila Isabel, Andaraí e Grajaú. Ocupa uma área territorial de aproximadamente 1,67 km², com uma total construída de 100%, não apresentando área verde. Portanto, é totalmente urbanizado, com ruas asfaltadas, rios canalizados e rede de esgoto implantada em toda a região.
Quanto ao uso do solo, pode-se dizer que é basicamente residencial, com grande número de imóveis e particularmente de edifícios. A população do bairro caiu de 27.319 habitantes em 2000, para 25.256 habitantes em 2010.

## História
O nome Maracanã vem do tupi maraka'nã, que significa papagaio. Provavelmente o rio homônimo recebeu este nome por ter suas cercanias habitadas por uma ou mais espécies destes psitacídeos. Alguns alegam que estas aves nativas habitam o bairro até hoje, mas as que são vistas hoje em dia voando são provenientes do Jardim Zoológico, localizado na Quinta da Boa Vista, assim como as garças que são frequentemente vistas se alimentando no Rio Maracanã.
De 1818 a 1823 foi feito o primeiro plano de captação de suas águas, com a construção de um encanamento provisório até o Campo de Santana (atual Praça da República). A nova canalização foi realizada na década de 50 do século XIX no baixo curso do rio, onde o terreno era um alagadiço. Devido ao elevado grau de urbanização ocorrido na área, gerou problemas antagônicos. Por isso, devido à urbanização relacionada à valorização do solo, foi expandida a canalização  em 1950, gerando frequentes inundações. Essas enchentes causadas pela impermeabilização do solo, juntamente com a redução do espaço para o fluxo de água(diminuição na vazão regular do rio), aumentam o volume do rio que acaba transbordando.
A área da atual Grande Tijuca, onde está o bairro Maracanã, era nos primórdios da colonização do Brasil um grande território pantanoso. O adensamento populacional do bairro, seu desenvolvimento urbano e seu processo de edificação foram condicionados pelo leito do rio.
Até hoje conserva algumas características urbanas do século XIX, como residências com arquitetura de época e ruas arborizadas. Devido a sua importância, o Rio Maracanã vem sofrendo diversas mudanças com o propósito de melhorias na infraestrutura interna da cidade, tentando desta forma, solucionar alguns problemas oriundos das chuvas. Seu traçado contido por calha tem o objetivo de reduzir os riscos de enchentes em dias de temporais. Devido à sinuosidade do rio, em muitos trechos de seu leito há obras de correção para melhorar a vazão.
A partir da segunda metade do século XIX, a região começa a passar por intensas transformações. A expulsão da Ordem dos Jesuítas do Brasil e a necessidade de se expandir a cidade do Rio de Janeiro para áreas mais afastadas do centro, as fazendas, os sítios e as chácaras deram lugar a belos sítios de moradia, que atraíam uma população de maior poder aquisitivo, tornando esta área de classe média alta.

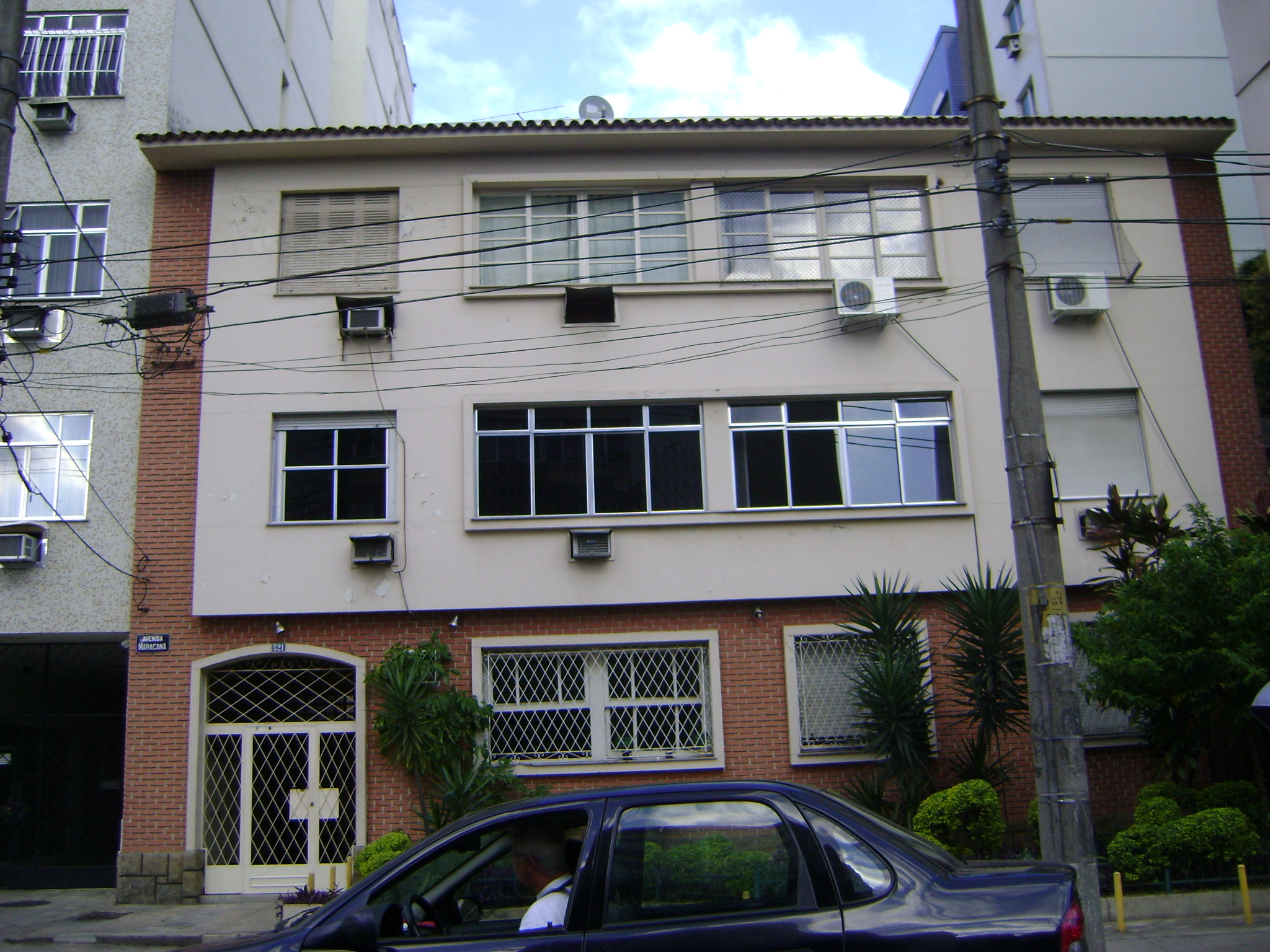
Casa remanescente com influência da art déco, típica dos anos 1940.

Mais precisamente a partir da década de 1870, inicia-se um processo de urbanização nesta área, quando, mais precisamente em 1873, o Governo Imperial delegou as freguesias de São Cristóvão, de Inhaúma e Engenho Velho, possibilitando a construção de novas edificações, sempre voltadas para atender a uma população de classe média alta, permitindo um maior desenvolvimento para os bairros ali localizados. É neste período, portanto, que se tem a formação do bairro, que juntamente com Tijuca, Engenho Velho, Andaraí e Vila Isabel, são incorporados à malha urbana da cidade.

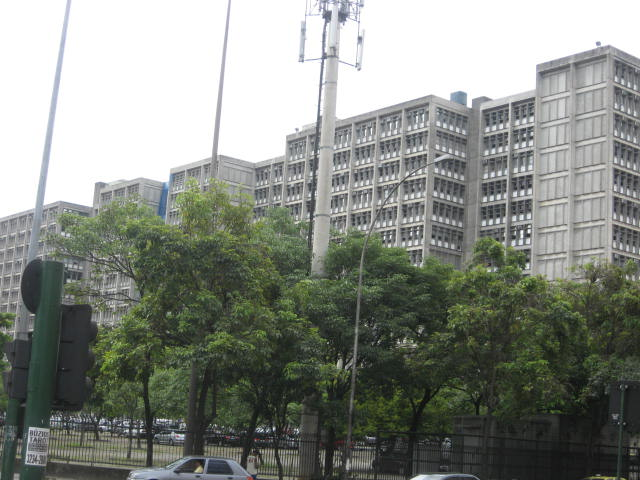
Universidade do Estado do Rio de Janeiro conhecida como UERJ.

A Rua São Francisco Xavier, hoje uma das mais importantes do bairro, era apenas um caminho que interligava as diversas chácaras que ali existiam e que faziam parte da então freguesia do Engenho Velho. É importante considerar que o bairro sempre teve uma importância esportiva para a cidade. Foi nessa região que, na metade do século XIX, surgiram as primeiras sociedades turfísticas do Rio de Janeiro. Tradicionalmente, a região das antigas chácaras sempre viveu em torno da área onde hoje é o estádio Mário Filho, o Maracanã. Nesta região funcionava o Derby Clube, a segunda grande associação de turfe fundada no Rio, em 1885, por André Gustavo Paulo de Frontin.
A favela do Esqueleto, caracterizada pela sua horizontalidade, remonta à época do jamais concluído Hospital das Clínicas da Universidade do Brasil, construído após o fechamento do Derby Club. Aquela aglomeração posteriormente seria removida devido às políticas de remoção de favelas na cidade do Rio de Janeiro, cedendo espaço a UEG (hoje UERJ). Conforme levantamento realizado, constatou-se que já na década de 40, havia publicações a respeito da remoção dessas formas de habitação na então Capital Federal.

## Estrutura

### Educação

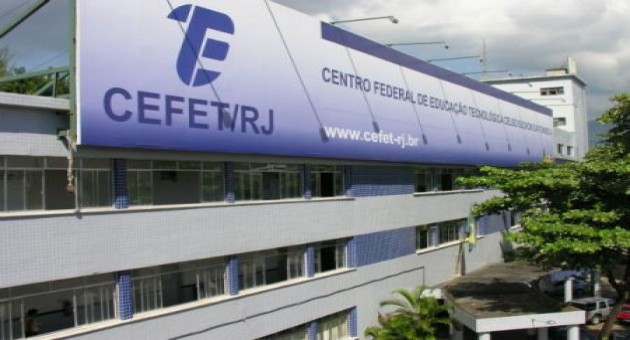
Fachada do CEFET/RJ.

No bairro encontram-se duas grandes universidades: a Universidade Veiga de Almeida e a Universidade do Estado do Rio de Janeiro (UERJ). E também, vários colégios tradicionais como: o Centro Federal de Educação Tecnológica Celso Suckow da Fonseca  (CEFET/RJ), o Instituto Federal do Rio de Janeiro (IFRJ), a escola técnica estadual Ferreira Viana (ETEFV) e  também o Instituto Superior de Educação do Rio de Janeiro as três instituições mantidas pela Fundação de Apoio à Escola Técnica do Estado do Rio de Janeiro (FAETEC), o Colégio Militar do Rio de Janeiro (CMRJ), um campus do Colégio Pedro II, o Colégio Nossa Senhora da Ressurreição e o Colégio Primeiro de Maio.

### Cultura
No bairro encontram-se a Concha Acústica do Rio, mantida pela UERJ; o Palácio de Saxe e Bragança construído em 1862 a mando de Pedro II, o Magnânimo para ser a residência de sua filha, Leopoldina de Bragança e Bourbon, atualmente em reforma. O Museu de Futebol no Complexo Esportivo e o Teatro Noel Rosa. Além de já ter sido palco de inúmeros shows internacionais no Complexo Esportivo do Maracanã, como: Paul McCartney, Frank Sinatra, Sting, Tina Turner, Backstreet Boys, Coldplay, The Rolling Stones, Rush, Madonna, Kiss, Foo Fighters, Pearl Jam, entre outros

### Esporte

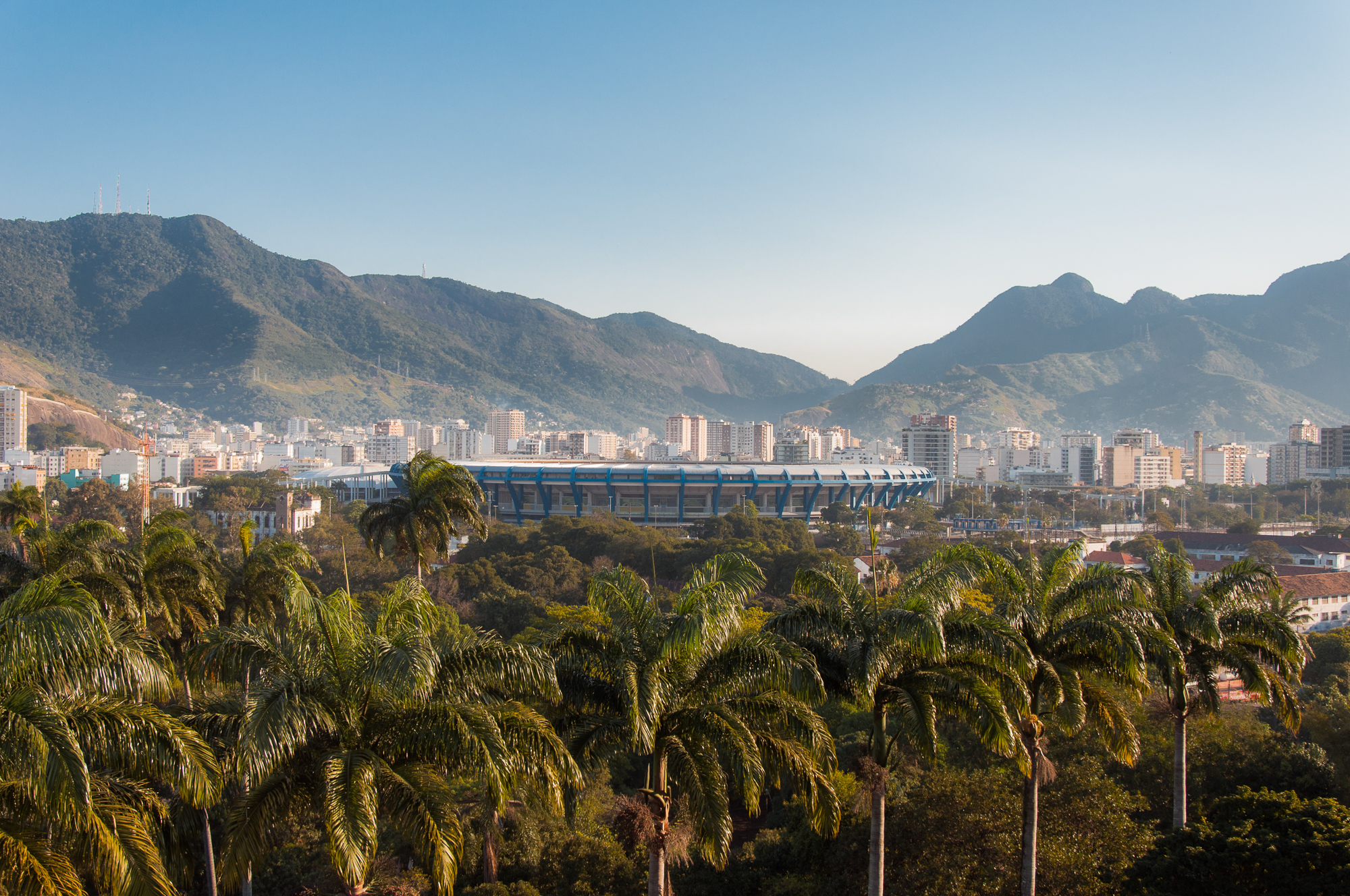
Complexo Esportivo do Maracanã e entorno.

O Complexo Esportivo do Maracanã; é um grande quarteirão do bairro composto pelo Estádio Mário Filho (conhecido como Estádio do Maracanã), Ginásio Gilberto Cardoso (conhecido como Maracanãzinho), Estádio de Atletismo Célio de Barros e Parque Aquático Júlio Delamare; sendo circundados por uma ciclovia e pelas ruas Prof. Euríco Rabelo e Prof. Manoel de Abreu e pelas avenidas Maracanã e Radial Oeste. No estádio do Maracanã, que se localiza no bairro, foram disputadas 2 finais da Copa do Mundo de Futebol, nos anos de 2014 e 1950, e a final da Copa das Confederações, no ano de 2013, além de sediar algumas modalidades nas Olimpíadas de 2016.

### Transporte
Há diversas linhas de ônibus que ligam o bairro a vários locais da Baixada de Jacarepaguá, Grande Méier, Madureira e Zona Sul. O Maracanã também é atendido por uma estação metroferroviária, que o conecta aos subúrbios da Zona Norte e Zona Oeste, e à maioria dos municípios da Baixada Fluminense através do sistema de trens urbanos, e às zonas Central e Sul, e outros bairros da Zona Norte, por meio das linhas 1 (Laranja) e 2 (Verde) do Metrô do Rio de Janeiro.

### Segurança
Sedia a circunscrição da 18ª Delegacia Policial e 6º Batalhão de Polícia Militar que engloba a Tijuca e Praça da Bandeira. O bairro possui um baixo índice de desordem pública como camelôs, cortesãos, usuários de drogas e indigentes porém sofre com um número considerável de assaltos.

## Principais logradouros
Praças
- Praça Maracanã: local em que é localizada e Usina Elevatória Sampaio Corrêa, datada de 1908 a 1929, tem o nome de seu construtor,[4] é localizada na confluência da Rua Filipe Camarão e Boulevard Vinte e Oito de Setembro
- Praça Niterói: praça localizada na Rua Dona Zulmira - Maracanã. Sob a praça existem 3 reservatórios de águas pluviais (piscinão contra enchentes). Há uma quadra poliesportiva, mesas de carteado e uma academia para a terceira idade.[5]
- Praça André Rebouças: na confluência entre as ruas Moraes e Silva e Oto de Alencar, esse logradouro é passagem de estudantes do Colégio Pedro II da Tijuca e o Colégio Militar do Rio de Janeiro.[6]